# Pshatavan
Pshatavan là một đô thị thuộc tỉnh Armavir, Armenia. Dân số ước tính năm 2011 là 2724 người.